# Cratère d'Aouelloul
Le cratère d'Aouelloul est un cratère d'impact météoritique situé dans la région de l'Adrar en Mauritanie.
Son diamètre est de 390 m.

Son âge est estimé à 3,1 ± 0,3 millions d'années (Pliocène).

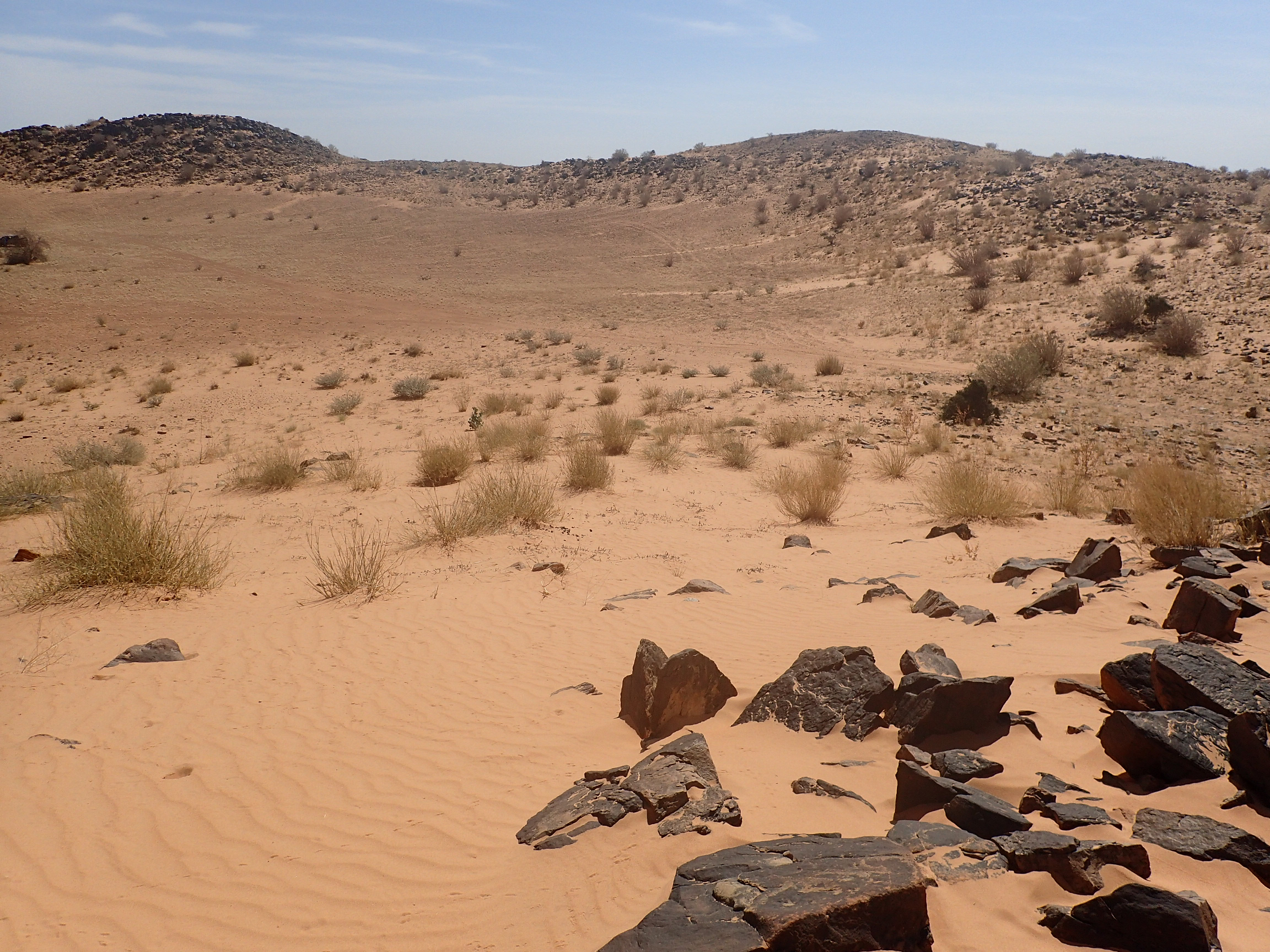
Cratère d'Aouelloul, Mauritanie.

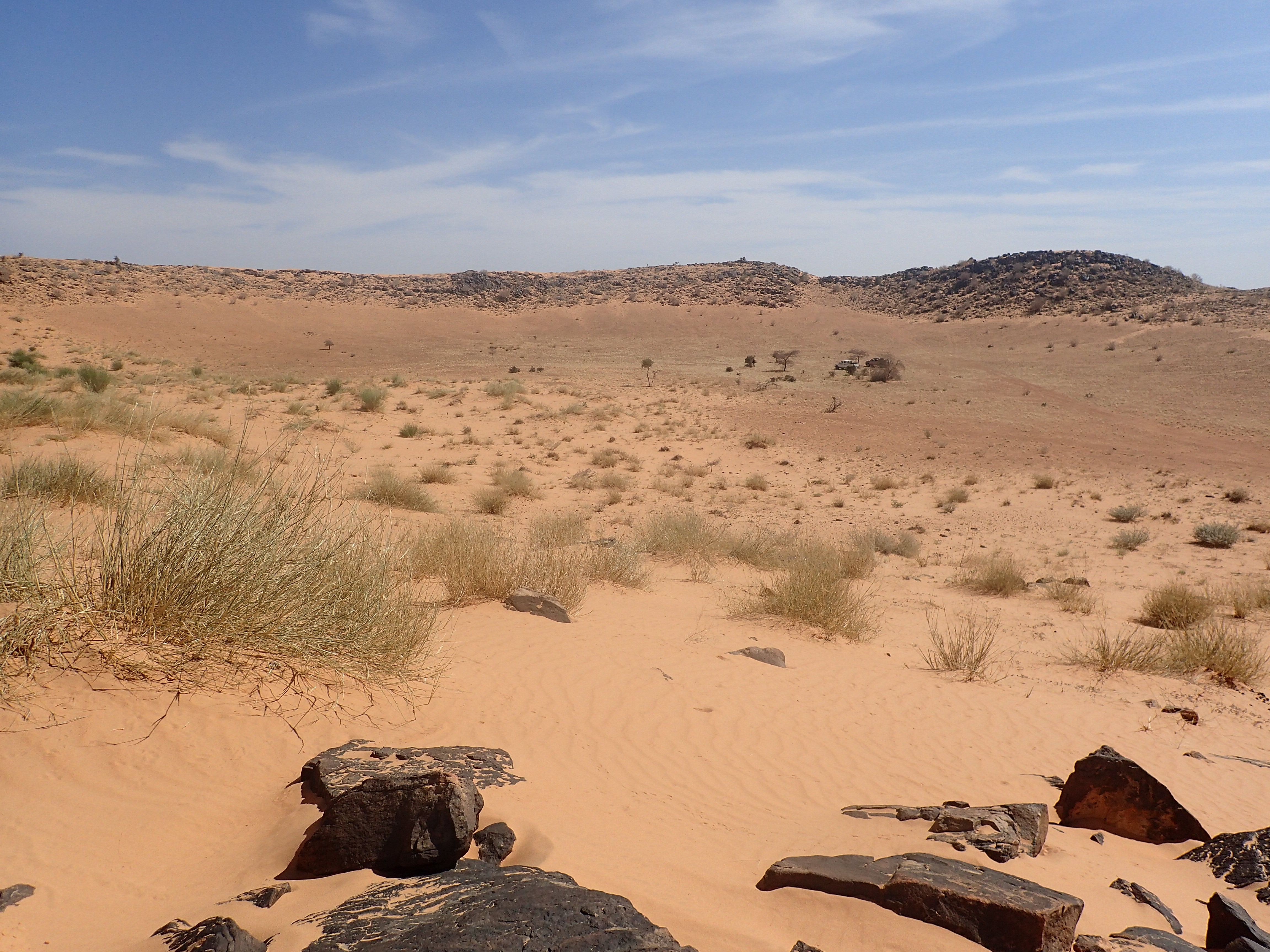
Cratère d'Aouelloul (autre vue).